# Espinac
L'espinac (Spinacia oleracea) és una planta conreada de la família de les amarantàcies, anteriorment inclosa dins la família de les quenopodiàcies. Sembla d'origen asiàtic i el seu nom prové del persa (esfenaj).

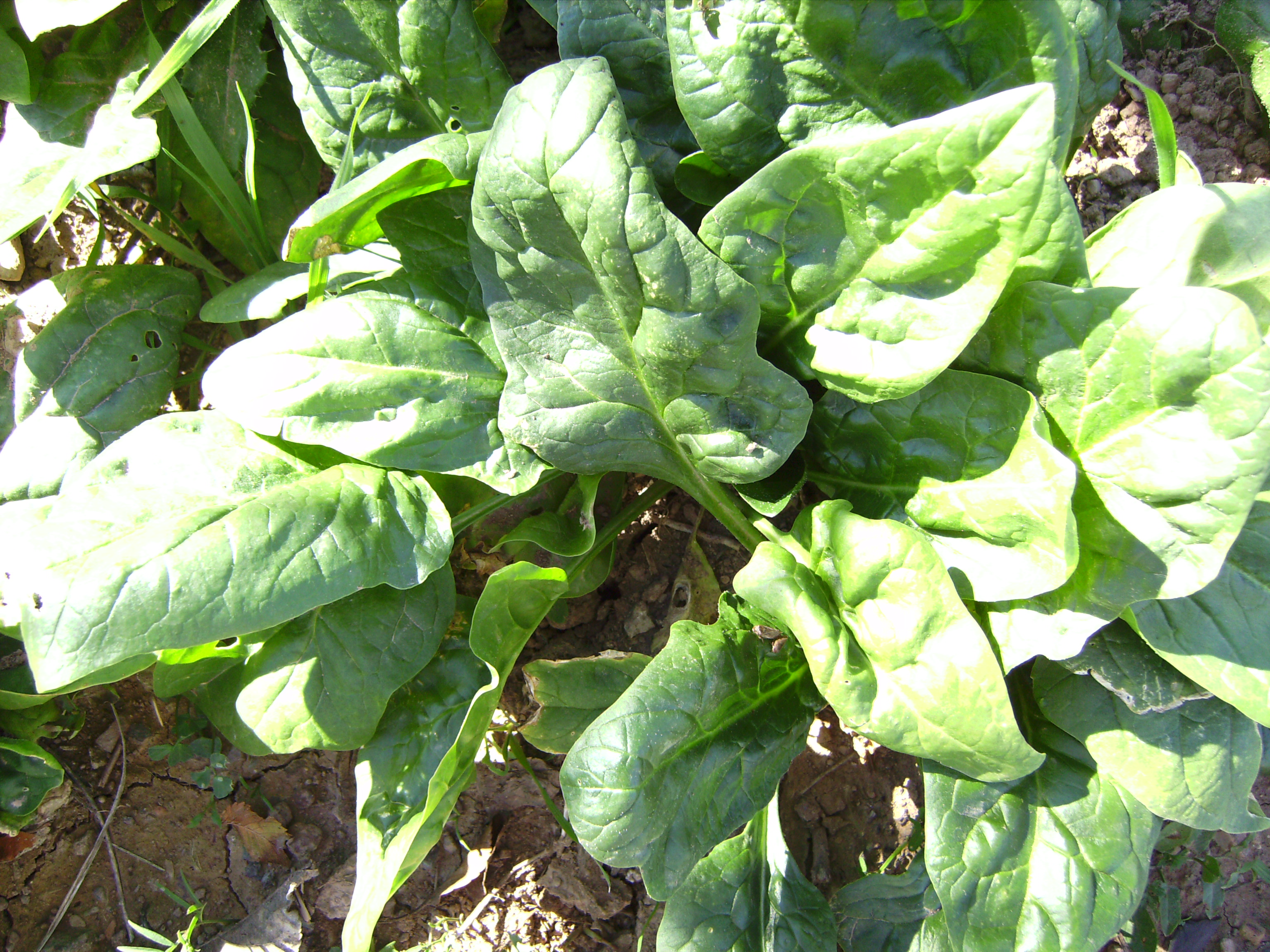
Planta d'espinac al novembre,cultivada a Castelltallat

## Etimologia
L'origen de "Spinacia" i "espinac" prové de Persia amb el nom aspanakh, que posteriorment va ser agafat per l'àrab com a esfenaj. Coneguda en llatí com a spinachia, té com a significat "herba cuinada".

## Ecologia
Distribució mundial: es troba a tot el món, més pròpia de climes frescos que dels càlids on s'espiga ràpidament. Cal tenir en compte els seus orígens perses, lloc on es troba abundantment.
Distribució al principat: Actualment a tot el principiat, sobretot en zones de climes frescos.
Hàbitat: preferentment en zones fredes i amb aigua abundant.

## Descripció

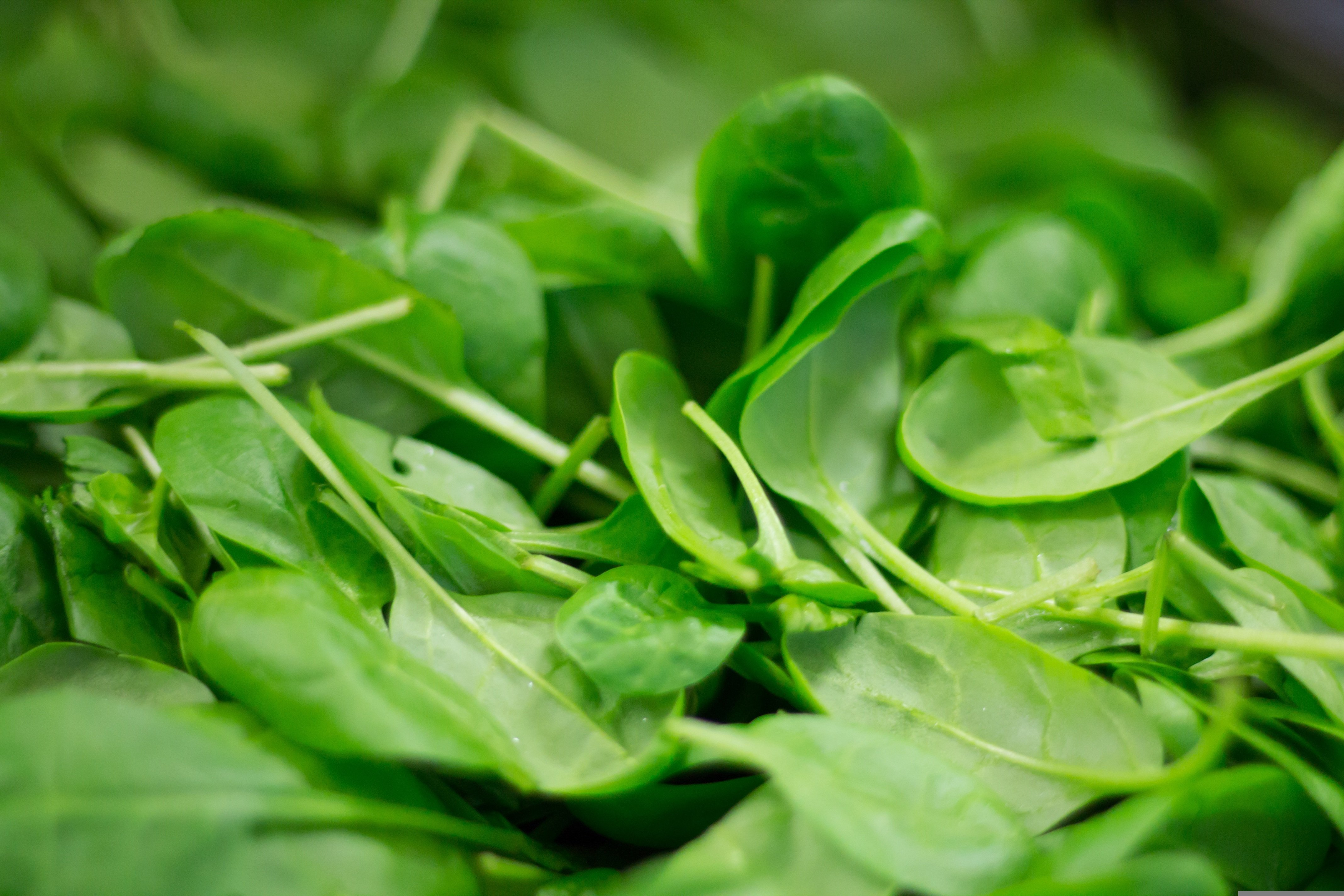
Fulles d'espinacs fresques

Planta herbàcia biennal que una vegada espigada i florida arriba a fer un metre d'alçada, fulles alternes, de forma ovada o triangular de 3 a 30 cm de llarg, dioica és a dir que hi ha plantes mascles i plantes femelles, actinomorfa; les flors són poc vistoses, de 3 a 4 mm de diàmetre, inconspicues, conserven el fruit que és un aqueni amb diverses llavors.
Fulles disposades de manera esparsiva, amb superfície glarba o tomentosa, carnoses, contorn enter sonse estípules.
El nombre d'estams és igual al de peces del periant disposats de forma oposada. El calze és acreixent i carnós.
Centrospermes, el gineceu té diversos carpels i està reunit en un ovari súper unilocular. L'endosperma és nuclear. Les llavors tenen embrió corbat amb teixit nutrici reduït al periplasma.
L'epiderma està format per cèl·lules esfèriques gruixidues sobre un pedicle sutili higroscòpic.
Són plantes turgents en temps plujós (justifica que creixin millor en climes frescos i humits) i flàcides en temps sec, en l'últim cas citat formen una capa protectora contra la dessecació.

## Conreu
Planta rústega més pròpia de sòls salins. Es pot sembrar en secà o en regadiu. Sembres des d'agost fins a abril. Cal que la terra estigui ben treballada perquè neixi la llavor. En les sembres de final d'estiu es pot començar a collir fulles passat un mes. En el gran conreu es cullen les plantes senceres, en les hortes es poden anar collint diverses vegades les fulles exteriors.

## Gastronomia

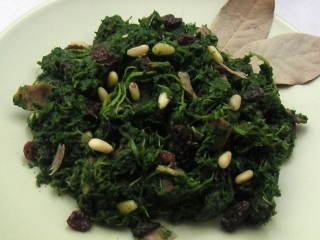
Espinacs amb panses i pinyons

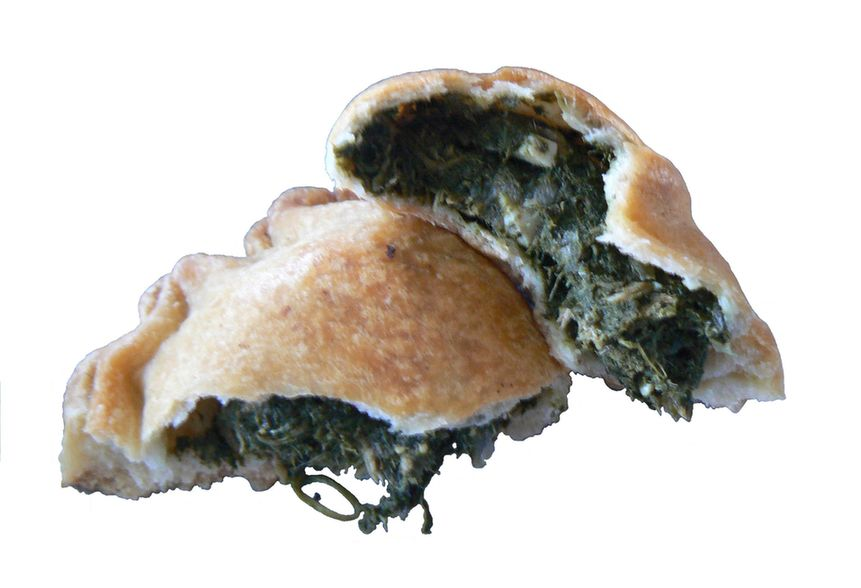
Rubiols d'espinacs

A Catalunya s'han introduït al llarg dels anys a la gastronomia, utilitzant les fulles tendres en amanida i cuites (bullides) en plats típics com els espinacs amb panses i pinyons o les cassoles de tros (amb cargols, costella de porc, etc.). Són un ingredient que a la cuina catalana de vegades es pot substituir per les bledes, especialment en plats de cassola amb bacallà o mongetes seques. La truita d'espinacs és força habitual, es prepara amb espinacs prèviament lleugerament bullits o també fregits sols o amb una mica de cansalada.
En general, les coques, tapades o no, d'espinacs, són freqüents a la gastronomia de totes les cultures mediterrànies. N'és un exemple l'espinagada, que s'elabora sobretot a sa Pobla i a Muro, de Mallorca, per les festes de Sant Antoni. També s'hi afegeixen com a ingredient principal en panades, rubiols menorquins i altres pastes salades. Els espinacs també es poden fer servir per farcir els canelons.
Tant als Països Catalans com en altres cuines, modernament es poden incloure fer una lasanya d'espinacs o qualsevol altre plat de pasta, o també per a fer pastissos salats. A la cuina francesa es mengen sovint conservades en llauna i gairebé sempre amb nata i mantega, s'usen també per fer soufflés d'espinacs. A altres cuines es poden menjar per esmorzar, cuinades amb beixamel i acompanyades d'un ou escalfat per sebre (ous a la florentina).

## Alimentació
És una bona font d'àcid fòlic, fibra alimentària i vitamines entre d'altres. Es recomana en persones obeses per la gran digestivitat que ofereix. També destaca l'efecte beneficiós per a la pell gràcies al contingut de vitamina A.
Els seus valors dietètics han estat posat en dubte especialment el seu pretès alt contingut en ferro que en realitat és en gran part inassimilable i que l'alt contingut en calci està bloquejat per la presència d'àcid oxàlic. Les persones sensibles a aquest àcid no haurien de menjar grans quantitats d'espinacs. Quantitats moderades consumides ocasionalment són innocues, sobre tot si hom llença l'aigua en què han estat bullides les fulles.

### Nitrats
La Comissió Europea va fixar des de 2002 (Reglament 563/2002) el contingut màxim de nitrats en les fulles d'enciams i espinacs. L'objectiu és reduir el contingut de nitrats a 3.000 mgNO/kg en els espinacs frescos, en 2.000 mgNO/kg en espinacs en conserva, refrigerats o congelats i en 2.500 mgNO/kg en enciams del tipus "iceberg". El juliol de 2011 l'Agència Espanyola de la Seguretat Alimentària va recomanar per al col·lectiu d'embarassades i infants menors d'un any que s'abstinguessin de consumir enciams i bledes donat el seu contingut de nitrats.
Els nitrats no tenen efectes perjudicials per a l'organisme humà però sí que són perjudicials la seva conversió de manera natural en nitrits i nitrosamines especialment entre els infants, persones amb problemes gàstrics o els vegetarians.

## Farmacologia
- Part utilitzada (droga): fulla
- Composició química: 
  - Aigua 89%
  - Hidrats de carboni 2, 6% (fibra 2, 2%)
  - Proteïnes 1, 2%
  - Lípids 0, 3%
  - Potassi 500 mg/100 g
  - Sodi 60 mg/100 g
  - Calci 90 mg/100 g
  - Ferro 1,7 mg/100 g
  - Fosfor 45 mg/100 g
  - Vitamina C 30 mg/100 g
  - Vitamina A 1 mg/100 g
  - Vitamina B1 0, 1 mg/100 g
  - Vitamina B2 0, 2 mg/100 g

- Usos medicinals: útil per al tractament de càlculs urinaris, les fulles són utilitzades davant símptomes febrils, inflamació de pulmons i bronquis. També s'utilitza per al tractament de dificultats respiratòries, inflamació de fetge i icterícia.

Recentment s'han realitzat estudis segons els quals s'ha descobert que té acció inhibidora de tumors, fet que el fa un bon aliment per a prevenir possibles càncers.
També en destaquen l'ús per a tractament d'obesitat i anèmies.
- Accions farmacològiques / propietats: carminatiu, febrífugue, hipoglucèmic, laxant.
- Toxicitat : conté àcid oxàlic que pot inhibir l'absorció de calci i fòsfor, fet que disminuiria el valor nutricional en cas d'un consum excessiu.

## Història

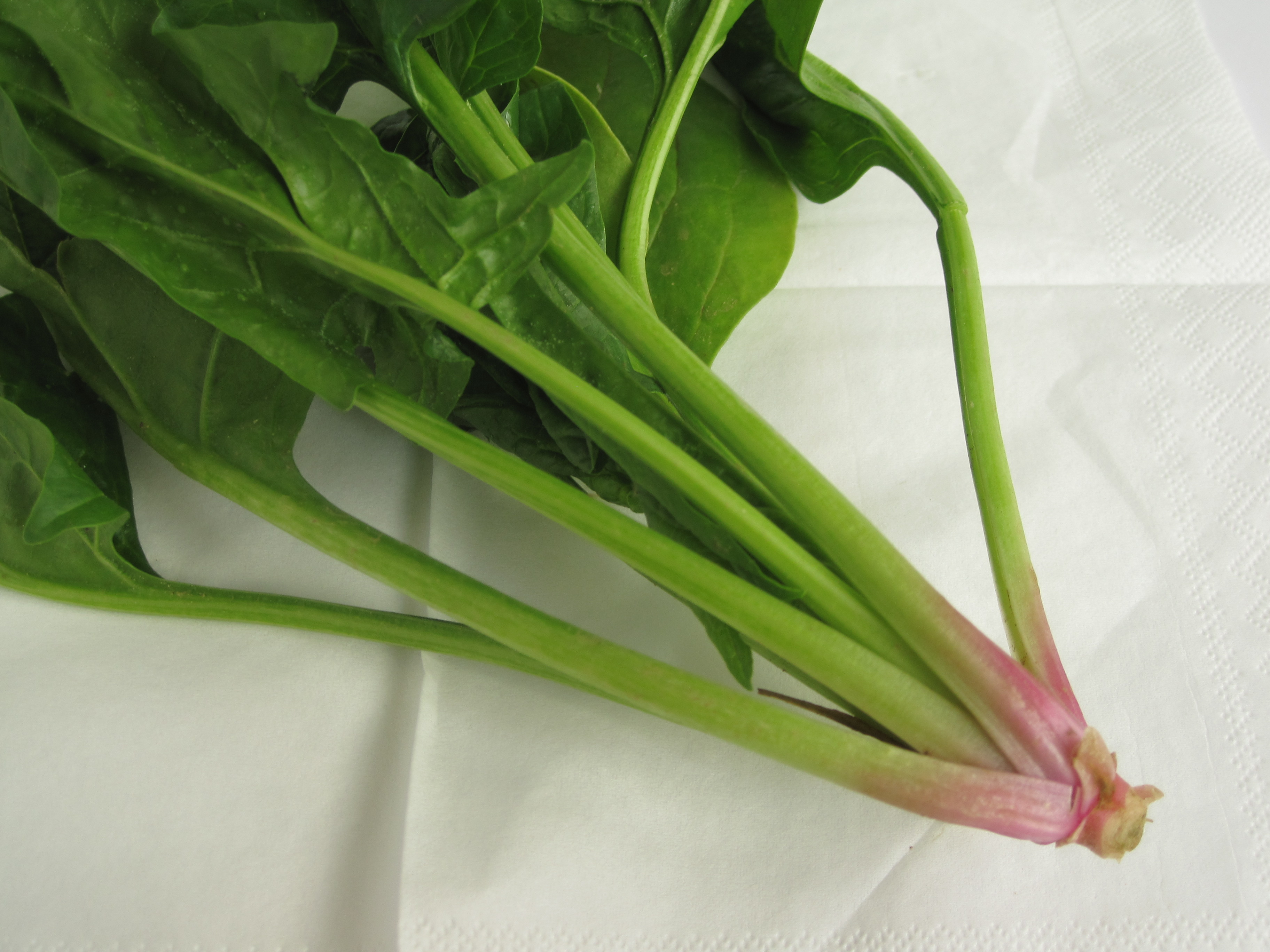
Espinacs

L'espinac és d'origen persa i va ser introduït a Europa pels àrabs l'any 1000 després de Crist. Antigament era una planta que només s'utilitzava per a finalitats medicinals.
Molt més tard, cap a l'any 1920 es va aprofundir en les seves propietats, fet que va a donar a conèixer el seu ric contingut en ferro i vitamines A i B2. Això en va incrementar el consum, i també va permetre explotar les seves qualitats gastronòmiques.
Als anys 60 aquest consum es va veure molt disminuït, sobretot per part dels més joves. Aleshores un dibuixant anomenat Segar va inventar un personatge de dibuixos animats anomenat Popeye, que quan prenia espinacs adquiria una força sobrenatural. L'èxit dels dibuixos animats va fer que aquest personatge marqués un abans i un després: l'espinac va tornar a viure un consum espectacular, des d'aleshores fins avui.